# Dying Light 2
Dying Light 2: Stay Human è un videogioco survival horror in prima persona, sviluppato da Techland e pubblicato dalla Techland Publishing. È il sequel di Dying Light.

## Modalità di gioco
Il gameplay di Dying Light 2 è simile a quello di Dying Light. I giocatori dovranno fare delle scelte, ognuna delle quali avrà delle conseguenze. Ci saranno funzioni di gioco simili a quelle del primo capitolo, come il parkour.

## Storia
L'epidemia di zombie ad Harran si è conclusa con la morte di tutti i cittadini della città, senza sopravvissuti segnalati. Tuttavia, il Global Relief Effort (GRE) è in grado di sviluppare un vaccino per "The Harran Virus" (THV), ponendo fine alla minaccia della pandemia di zombie. Sfortunatamente, nonostante le promesse di cessare tutte le ricerche sul THV, il GRE ha continuato a sperimentare sul virus in segreto. Nel 2021, una variante mutata di THV sfugge a un laboratorio GRE e inizia una seconda pandemia che si diffonde ancora più velocemente della prima, diffondendosi rapidamente in tutto il mondo in un evento chiamato "The Fall". Il vaccino e Antizin sono inefficaci contro il nuovo ceppo di THV, ma i suoi effetti possono essere soppressi con la luce ultravioletta.
Entro il 2036, quindici anni dopo la caduta, gran parte della popolazione mondiale è stata spazzata via, la civiltà umana è stata ridotta a una manciata di insediamenti umani sparsi, con la fittizia città europea murata di Villedor che è una delle ultime città rimaste conosciute sulla Terra. Originariamente messo in quarantena dal GRE, Villedor è stato risparmiato dal peggio della pandemia grazie alle sue mura di quarantena che tengono anche le orde di infetti fuori città. Tuttavia, il controllo della città è diviso tra diverse fazioni, tra cui le forze di pace militariste, i sopravvissuti indipendenti e i violenti rinnegati.
Il protagonista Aiden Caldwell è un pellegrino, un individuo abbastanza coraggioso da viaggiare tra gli insediamenti umani. Decide di fare il viaggio a Villedor per cercare sua sorella perduta, Mia.

## Trama
Aiden si dirige verso la città di Villedor dopo essere venuto a conoscenza del fatto che c'è un informatore che sa dove si trova il dott. Waltz, un medico che ha condotto esperimenti su Aiden e Mia quando erano bambini, nella speranza che conosca la posizione di Mia. Aiden incontra l'informatore, ma viene morso da un volatile e infettato. L'informatore dà ad Aiden una chiave elettronica GRE funzionante, avvertendolo che, se Waltz se ne dovesse impadronire, l'intera Villedor sarebbe condannata. Incarica anche Aiden di prendere la chiave dell'"Occhio di Pesce" e consegnarla a una donna di nome Lawan. L'informatore viene poi catturato e giustiziato da Waltz mentre Aiden fugge, facendosi strada ulteriormente a Villedor.
A causa della mancanza di un biomarcatore, che tiene traccia dei progressi dell'infezione di una persona, Aiden viene quasi giustiziato dai cittadini timorosi, ma viene salvato da Hakon, uno dei locali. Hakon spiegherà che le tensioni a Villedor sono alte a causa di un ufficiale delle forze di pace, Lucas, recentemente assassinato, e le forze di pace ritengono che i sopravvissuti del Bazar siano responsabili, rischiando lo scoppio della guerra tra le due fazioni. Hakon aiuta Aiden a ottenere un biomarcatore e cerca di infiltrarlo nel quartiere centrale di Villedor, dove si trova l'Occhio di Pesce. I giocatori possono scegliere di schierarsi con i leader del Bazar Carl e Sophie o Aitor, un ufficiale delle Forze di Pace. Entrambi promettono ad Aiden che cercheranno di farlo entrare di nascosto nel Distretto Centrale, dove Aiden spera di ottenere informazioni su sua sorella Mia, mentre entrambe le parti si muovono guerra.
Indipendentemente da con chi Aiden si schiera, scopre che Hakon ha ucciso Lucas su ordine di Waltz. Waltz affronta Aiden, dimostrando abilità sovrumane mentre gli ruba la chiave GRE. Aiden insegue Waltz in una fabbrica di automobili abbandonata, dove usa la chiave per attivare una console prima che intervenga Lawan: riuscendo ad incapacitare Waltz abbastanza a lungo da permettere ad Aiden di recuperare la chiave e fuggire via. Lawan rivela che era anche lei una delle cavie di Waltz e cerca vendetta contro di lui, e che Lucas è stato assassinato da Waltz dopo aver originariamente trovato per primo la chiave GRE. Con la chiave, Aiden e Lawan sono in grado di entrare nel Distretto Centrale, dove vedono improvvisamente l'elettricità essere restituita alla città a causa dell'uso della chiave da parte di Waltz. Aiden incontra quindi il comandante delle Forze di Pace, Jack Matt, e l'ex leader dell'ormai defunto gruppo Nightrunner, Frank. Entrambi incaricano Aiden di riattivare l'antenna radio in cima al grattacielo più alto di Villedor in modo che possano trasmettere messaggi a tutti gli abitanti e anche agli insediamenti più lontani. In cambio, possono aiutare Aiden a trovare un medico GRE sopravvissuto in modo che possa accedere al database GRE con informazioni su sua sorella.
Dopo aver riattivato la torre, Aiden apprende che l'identità del medico GRE è la dott.ssa Veronika Ryan, residente nel Bazar. Aiden torna al Bazar e trova Veronika, che è in fuga dai Rinnegati. Insieme, si dirigono verso una struttura GRE, l'Osservatorio, dove si trova il database GRE. Dopo aver effettuato l'accesso al database, Aiden non trova alcuna informazione per aiutare la sua ricerca di Mia, ma scopre che Waltz riattivando la centrale elettrica di Villedor ha anche riattivato un protocollo failsafe GRE, che richiama attacchi missilistici per distruggere Villedor. Waltz arriva per prendere la chiave, e mentre lo combatte, Aiden perde il controllo della sua infezione e uccide Veronika proprio mentre un missile distrugge l'Osservatorio. Waltz fugge con la chiave.
Lawan riesce ad estrarre Aiden dalle macerie e lo avverte che gli esperimenti di Waltz su di lui significano che inevitabilmente si girerà. Tuttavia, non può impedire a Lawan di inseguire il leader dei rinnegati, il colonnello Williams. Williams afferma di aver originariamente fermato gli attacchi missilistici, ma Waltz li ha ripresi. Non volendo vedere Villedor distrutto, Williams dice ad Aiden di dirigersi verso il laboratorio X13 per affrontare Waltz e fermare i missili. Aiden e Lawan entrano nel complesso e sono scioccati nello scoprire che X13 avrebbe dovuto essere un rifugio di sopravvivenza per i funzionari del GRE, con enormi scorte di rifornimenti. Lawan salva Hakon dopo aver cercato di proteggerli dai Rinnegati, lasciando Aiden a continuare da solo. Mentre viaggia attraverso X13, si rende conto che è la stessa struttura in cui è stato sperimentato.
Aiden affronta finalmente Waltz, che rivela che i ricordi di Aiden non erano corretti e che Mia è in realtà la figlia di Waltz che ha cercato di curare negli ultimi 15 anni. Waltz si rifiuta di interrompere i lanci di missili, poiché ciò richiederebbe la chiusura di X13, le cui strutture sono necessarie per curare Mia, costringendo Aiden a combatterlo. Aiden riesce finalmente a sconfiggere Waltz, che soccombe alle sue ferite, ma la chiave GRE viene distrutta nei combattimenti. Lawan poi dice ad Aiden che ha intenzione di far esplodere esplosivi per distruggere i missili prima che possano lanciarli, il che distruggerà X13 e forse se stessa. Aiden deve scegliere di provare a salvare Mia o salvare Lawan.
Se Aiden va a salvare Lawan, la porta fuori da X13. Tuttavia, Aiden non riesce a fermare l'attacco missilistico, che distrugge Villedor e uccide la maggioranza della popolazione. Aiden lascia poi la città a causa della sua infezione, continuando il suo viaggio come pellegrino. A seconda delle scelte del giocatore durante il gioco, Hakon può lasciare la città con lui.
Se Aiden va a salvare Mia, la porta fuori da X13. X13 viene distrutto nell'esplosione e la città viene risparmiata dalla distruzione. Mia muore poco dopo a causa delle sue condizioni indebolite ed è sepolta da Aiden. Nel frattempo, Villedor cade sotto il controllo della fazione che Aiden ha sostenuto di più. Tuttavia, Aiden alla fine decide di lasciare Villedor a causa della sua infezione e continua il suo viaggio come pellegrino. A seconda delle scelte del giocatore durante il gioco, Hakon può salvare Lawan dalla distruzione di X13 e Lawan potrebbe lasciare la città con Aiden.

## Nemici
Dying Light 2 ha una grande varietà di nemici che si dividono in nemici infetti  e  nemici umani
infetti:
Sono le persone che hanno contratto il THV e sono:
Mordicarne: sono la forma più comune di infetto. Se affrontati singolarmente non rappresentano un grande problema, in quanto si possono abbattere con pochi colpi. Quando sono in gruppo è preferibile evitarli, in quanto possono sopraffare il giocatore facilmente.
Virali: sono persone che sono state infettate di recente. Hanno movimenti simili a quelli di un essere umano e sono anche piuttosto comuni a Villedor. Questi nemici spesso scatteranno e si arrampicheranno per cercare di catturare la preda . Si incontreranno spesso durante un inseguimento notturno.
Urlatori: sono infetti che si distinguono per il loro petto luminoso. Se un Urlatore nota il giocatore, urlerà, richiamando l'attenzione di tutti gli infetti nelle vicinanze. Essere avvistati da uno di questi di notte avvierà immediatamente un inseguimento.
Fulmini: sono infetti non ostili, che quando avvisteranno il giocatore tenteranno di fuggire.
Banshee: sono infetti acrobatici, identificabili dai grandi artigli affilati. Compiono enormi balzi per aggredire il giocatore e danneggiarlo. 
Bomber: una volta individuato il giocatore tenteranno di avvicinarsi per poi esplodere.
Vomitatori: rilasciano sostanze chimiche dal loro petto . Questi infetti non sono troppo difficili da abbattere, ma possono diventare un problema se non affrontati rapidamente.
Goon: sono grandi infetti armati di mazza. Se colpiscono il giocatore lo faranno cadere a terra. 
Demolitori: sono infetti molto grandi che caricheranno il giocatore per schiacciarlo.
Charger: sono infetti ricoperti da una spessa armatura che sfruttano lo stesso meccanismo del demolitore. 
Drowners: sono infetti veloci come i virali e una volta raggiunto il giocatore esplodono. 
Redivivi: possono lanciare acido e rianimare gli infetti uccisi. 
Volatili/notturni: questi tipi di zombi si incontrano solo di notte perché la luce del sole causerebbe loro gravi danni, conducendoli velocemente alla morte. Rappresentano indubbiamente i nemici infetti più pericolosi dell'intero gioco, perché possono uccidere Aiden molto rapidamente. Inoltre, sono in grado di correre velocemente, saltare e arrampicarsi sui tetti o persino di entrare dalle finestre degli edifici esplorabili di Villedor. Durante la notte è facile incontrarne qualcuno perché sono sparsi pressoché ovunque in città e non appena individueranno il giocatore inizierà un inseguimento concitato fino a che Aiden non viene ucciso o riesce a raggiungere un'area in cui è presente la luce UV, l'unico tallone d'Achille di questi mostri.    

## Pubblicazione
Dying Light 2 è stato annunciato all' Electronic Entertainment Expo del 2018 da Chris Avellone, game designer del gioco. Il primo world-gameplay trailer è stato mostrato all' E3 del 2018 in cui venne evidenziato le dinamiche del mondo di gioco. Dopo conferme dell'uscita nel 2021 Techland ha mostrato in una diretta dedicata sul loro canale Twitch un nuovo gameplay trailer con la data d'uscita prevista per il gioco: 7 dicembre 2021. Il gioco è poi stato rimandato, di nuovo, al 4 febbraio 2022.